# ثيوريدوكسين
الثيوريدوكسينات هي صنف من البروتينات المساهمة في عمليات الأكسدة والاختزال ذات الأهمية الحيوية عند عدد كبير من الكائنات الحية. تعد هذه البروتينات صغيرة نسبياً، فهي تتألف من حوالي 100 حمض أميني كما تحوي على رابطة ثنائي الكبريتيد في تركيبها.
يتم تشفير هذه البروتينات في جسم الإنسان بواسطة الجينات TXN و TXN2. أما في النباتات فقد وجد أن لبروتينات الثيوريدوكسين أهمية في نموها وفي عمليات التأشير بين الخلوية.